# Cryosophila nana
Cryosophila nana là loài thực vật có hoa thuộc họ Arecaceae. Loài này được (Kunth) Blume mô tả khoa học đầu tiên năm 1838.